# Thoracostoma campbelli
Thoracostoma campbelli är en rundmaskart som beskrevs av E. Ditlevsen 1921. Thoracostoma campbelli ingår i släktet Thoracostoma och familjen Leptosomatidae. Inga underarter finns listade i Catalogue of Life.